# Lenoir (Észak-Karolina)
Lenoir város az USA Észak-Karolina államában. Lakosainak száma 18 352 fő (2020. április 1.).

## Népesség
A település népességének változása:

| 2010 | 18 228 |
| 2020 | 18 352 |